# Cândida Pinto
Cândida Pinto (Torres Vedras, 1964), es una periodista portuguesa especializada en reportajes y coberturas internacionales, particularmente en contextos de guerra. Pinto comenzó su carrera en la radio, habiendo trabajado en Antena 1, TSF y RDP. Su carrera televisiva comenzó en RTP y fue una de las fundadoras de SIC en 1992. Gran reportera y cronista de guerra, fue coordinadora del programa de televisión Grande Reportagem. Dirigió SIC Notícias y fue subdirectora del periódico Expresso. Ha ganado numerosos premios de periodismo, nacionales e internacionales. Actualmente es reportera en RTP.

## Biografía
Desde joven mostró interés por el periodismo, inspirado por una asignatura que cursó en el décimo año de secundaria. Se trasladó a Lisboa, donde estudió Comunicación Social en el Instituto de Ciencias Sociales y Políticas. Siendo todavía estudiante, comenzó a realizar prácticas, empezando por Antena 1, un canal de radio portuguesa. Pinto terminó trabajando en este canal de radio público. Más tarde, se trasladó a TSF-Rádio Jornal, poco después de que esta emisora privada de noticias comenzase a emitir en 1988. Cuando TSF empezó, la periodista estaba en RDP y hacía un curso de formación en la Radiotelevisión Portuguesa. En TSF trabajó con periodistas de renombre, pero su pasión por la televisión fue más fuerte, especialmente después de que realizara un curso de formación específico en lenguaje televisivo en RTP. Su preferencia era por el área de informes.
Trabajó en la Sociedade Independente de Comunicación (SIC) desde que se fundó la cadena de televisión en 1992. Fue en SIC donde se consolidó como una de las mejores reporteras del país. Se especializó en grandes reportajes y crónicas de guerra, cubriendo conflictos como Angola, Mozambique, Guinea-Bisáu, Timor-Oriental, Iraq Afganistán, Paquistán, Líbia, Líbano, Haití, Venezuela, Kosovo, Rusia o Ucrania.
El 17 de septiembre de 2001, Cândida Pinto asumió la dirección de SIC-Notícias, canal de noticias especializado que se transmite por cable y fue lanzado en enero de 2001. Cambió así el periodismo de guerra por la dirección de un canal, un paso que consideró muy interesante desde el punto de vista profesional. En 2002, Pinto lanzó el libro Lodo até à Cintura, que retrata las dificultades que un reportero moderno tiene que enfrentar a lo largo de su carrera.
Regresó a la RTP en noviembre de 2018, incorporándose al departamento de informativos de la cadena y dejando SIC, donde había trabajado durante 26 años (desde la creación de la emisora). 
Desde 2024, es corresponsal de RTP en Washington D. C. 

## Premios
- Premio AMI - Periodismo contra la indiferencia
- En 2012 recibió el Premio Arcoíris,[6] de la Asociación ILGA Portugal, por su contribución al episodio 'Ivo y Hélder – la boda' de la serie conmemorativa del 20º aniversario de SIC, que ella coordinó.
- Premio Gazeta de Televisão (2012), del Club de Periodistas, por la serie de reportajes "Momentos de Cambio".
- Premio de periodismo en Derechos Humanos e Integración, en la categoría de Medios Audiovisuales, (2013) otorgado por la Oficina de Medios y la Comisión Nacional de la UNESCO.[7]
- Premio María Barroso – Periodismo al servicio de la Paz y el Desarrollo (2017).[8]
- Premio Mário Mesquita (2022) otorgado por la Sociedad Portuguesa de Autores.[9]
- Premio Prestigio (2023) otorgado por la Asociación de Educación Física y Deportes de Torres Vedras.[10]

## Publicaciones
- Lodo até à Cintura, 2002.[3]
- Snu e a vida privada com Sá Carneiro, 2011.[4]
- Ucrânia Insubmissa, 2023.[11]